# Mammuthus rumanus
Mammuthus rumanus — це вид мамутів, який мешкав у пліоцені на території Європи. Викопні останки знайдено у Великій Британії та Румунії.

## Еволюція
Недавнє повторне підтвердження виду Mammuthus rumanus впливає на кілька взаємопов'язаних аспектів еволюції мамута. Європейський матеріал, який згадується про M. rumanus, може стати корисною основою для ідентифікації знахідок з Африки та Близького Сходу. Здається правдоподібним, що M. rumanus походить з Африки ≈ 3,5 млн років тому і мігрував до Євразії через Левант. Залишаючись маловідомим, M. rumanus, очевидно, відіграв значну роль у поширенні мамутів у Євразії, і будь-яка додаткова інформація про цей вид може прояснити проблеми ранніх етапів еволюції мамутів в Африці та їхнього подальшого розселення.